# Valen, Hjälmaren
Valen är en ö i sjön Hjälmarens norra del, norr om Vinön och söder om Hästnäs. Valen ligger ungefär halvvägs mellan Hjälmarens västra och östra spetsar. Ön har en yta av 1,2 kvadratkilometer. Valen tillhör Arboga kommun i Västmanlands län, men i landskapet Närke.
Namnet kommer av det malfiske som bedrevs av munkar på ön åtminstone redan på 1300-talet. 1410 pantsattes Valen till Vadstena kloster. Under 1500-talet fanns två gårdar på ön, vilka efter hand fram till sekelskiftet 1900 ökade i antal till sex. Vid sekelskiftet 1900 var kräftfiske en viktig inkomstkälla för öborna som tjänade stora pengar på att sälja sådana för export till Ryssland. Sedan kräftpesten 1907 drabbat Hjälmaren blev det slut på kräftfisket. Många fiskare blev dock kvar och ännu runt 1930 fanns omkring 75 fastboende på ön. Från 1906 och fram till 1939 fanns även en skola på ön. Därefter minskade befolkningen och 1995 fanns 21 fastboende kvar på ön. Fram till 2002 hölls dock alla gårdarna kvar inom de släkter som tidigare verkat här som fiskare. 2016 fanns 16 fastboende på ön.
Fram till Hjälmarsänkningen på 1880-talet bestod Valen mestadels av åker- och betesmark. Efter sänkningen då stranden flyttades ut 20–50 meter från sin tidigare nivå kom alskog att växa upp på den tidigare sjöbotten. Ön har ett rikt fågelliv.